# Colletes issykkuli
Colletes issykkuli är en biart som beskrevs av Kuhlmann 2003. Colletes issykkuli ingår i släktet sidenbin, och familjen korttungebin. Inga underarter finns listade i Catalogue of Life.